# ابلا
اِبْلا (که تل مردیخ هم خوانده می‌شود) شهری باستانی در ۵۵ کیلومتری حلب بود. این شهر اکنون در استان ادلب سوریه قرار دارد. این شهر در هزاره سوم پیش از میلاد و سال‌های بین ۱۸۰۰ تا ۱۶۵۰ پیش از میلاد مهم‌ترین شهر استان بود. ابلا به لوح‌های رُسی به زبان ابلایی که در حفاری‌های آن پیدا شده است و الواح ابلا نامیده می‌شوند شهرت دارد.